# Qualea tessmannii
Qualea tessmannii là một loài thực vật có hoa trong họ Vochysiaceae. Loài này được Mildbr. miêu tả khoa học đầu tiên năm 1924.